# Jarosław Szewczyk
Jarosław Piotr Szewczyk – polski architekt, doktor habilitowany nauk technicznych inżynier, nauczyciel akademicki Wydziału Architektury Politechniki Białostockiej, specjalista w zakresie historii architektury i architektury wsi.

## Życiorys
W 1996 ukończył w Politechnice Białostockiej studia na kierunku architektura i urbanistyka. W 2006 na podstawie napisanej pod kierunkiem Stefana Wrony rozprawy pt. Rola narzędzi komputerowych w waloryzacji i rewitalizacji architektury regionalnej na przykładzie wybranych wsi województwa podlaskiego otrzymał na Wydziale Architektury Politechniki Warszawskiej stopień naukowy doktora nauk technicznych w dyscyplinie architektura i urbanistyka. Tam też na podstawie dorobku naukowego oraz rozprawy pt. Budownictwo z polan opałowych (cordwood masonry albo stackwall) uzyskał w 2012 stopień doktora habilitowanego nauk technicznych w dyscyplinie architektura i urbanistyka w specjalności historia architektury.
Został nauczycielem akademickim Politechniki Białostockiej na Wydziale Architektury w Zakładzie Urbanistyki i Planowania Przestrzennego.